# Norm Breyfogle
Norm Breyfogle', właśc. Norman Keith Breyfogle (ur. 27 lutego 1960 w Iowa City, zm. 24 września 2018 w Houghton) – amerykański rysownik komiksowy, ilustrujący m.in. przygody Batmana.

## Życiorys
W czasie studiów na Northern Michigan University (kierunek: malarstwo i grafika) pracował jako ilustrator. Pierwszą pracą Breyfogle’a po ukończeniu college’u było przygotowywanie szkiców i ilustracji technicznych do podręcznika szkoleniowego wahadłowców dla United Space Boosters.
Jako twórca komiksów zaczynał od mniejszych prac dla DC, Eclipse, First Comics i Marvela. Potem przez sześć lat (1987–1993) był rysownikiem zeszytów o przygodach Batmana wydawanych przez DC Comics, jego prace ukazywały się w ramach serii Detective Comics, Batman oraz Shadow of the Bat. Współpracował wówczas głównie ze scenarzystą Alanem Grantem. Był także autorem tzw. „one-shotów”, pojedynczych albumów komiksowych ukazujących się poza serią, m.in. Batman: Holy Terror (do scenariusza Alana Brennerta) oraz Batman: Birth of the Demon (scenariusz Dennis O’Neil). Był współtwórcą takich postaci, jak Brzuchomówca, Szczurołap, Anarky, Mr Zsasz i Jeremiasz Arkham, odpowiadał także za redesign stroju Robina. Na rynku polskim komiksy z rysunkami Breyfogle’a ukazywały się w ramach serii Batman wydawanej przez TM-Semic (lata 1991–1995).
W kolejnych latach pracował m.in. dla Speakeasy Comics, Marcosia Comis, tworzył także grafikę reklamową i użytkową m.in. dla Nike czy Süddeutsche Zeitung. Dla Archie Comics pracował także nad Archie loves Betty i Archie loves Veronica.
W roku 2010 artysta odwiedził Polskę. Był gościem specjalnym na Międzynarodowym Festiwalu Komiksu i Gier w Łodzi.

### Zakończenie kariery
W grudniu 2014, Breyfogle przeżył udar, którego skutkiem był paraliż lewej strony ciała. Jako mańkut utracił zdolność do dalszej pracy zawodowej jako artysta.
Zmarł 24 września 2018 w Houghton w stanie Michigan.

## Publikacje

### DC Comics
- Anarky #1–4 (1997)
- Anarky, vol. 2, #1–8 (1999)
- Aquaman Secret Files and Origins 2003 #1 (2003)
- Batman #455–466, 470–476, 492–493, 556, Annual #11–12 (1990–1998)
- Batman Beyond Unlimited #1–13, 15 (2012–2013)
- Batman: Birth of the Demon HC (1993)
- Batman: Brotherhood of the Bat #1 (1995)
- Batman: Dreamland #1 (2000)
- Batman: Holy Terror #1 (1991)
- Batman: Shadow of the Bat #1–5, 13, 50, 65–67, 75 (1992–1998)
- Batman: The Abduction #1 (1998)
- Catwoman #45 (1997)
- DC Comics Presents: Green Lantern #1 (2004)
- DC One Million 80-Page Giant #1 (1999)
- DC Retroactive: Batman – The ’90s #1 (2011)
- DCU Heroes Secret Files #1 (1999)
- Detective Comics #579, 582–594, 601–621, 627, 659 (1987–1993)
- Detention Comics #1 (1996)
- The Flash 80-Page Giant #2 (1999)
- Flashpoint #1–3 (1999–2000)
- Green Lantern: Circle of Fire #1 (2000)
- Human Defense Corps #6 (2003)
- JLA: Incarnations #5 (2001)
- Legion of Super-Heroes, vol. 3, #24 (1986)
- Lobo #51 (1998)
- New Talent Showcase #11, 13 (1984–1985)
- Silver Age Secret Files #1 (2000)
- Sins of Youth Secret Files #1 (2000)
- Spectre, vol. 4, #15–23, 25–27 (2002–2003)
- Superman, vol. 2, #130, #1,000,000 (1997–1998)
- Superman 80-Page Giant #1 (1999)
- Superman Forever #1 (1998)
- Supermen of America #1 (1999)
- Talent Showcase #18 (1985)
- Trinity of Sin: The Phantom Stranger #18–20 (2014)
- Wonder Woman Annual #5 (1996)

### Marvel Comics
- The Avengers Annual 2000 #1 (2000)
- Black Panther, vol. 3, #30 (2001)
- Hellcat #1–3 (2000)
- Marc Spector: Moon Knight, vol. 3, #42 (1992)
- Marvel Fanfare #29 (Captain America); #37 (Fantastic Four) (1986–1988)
- Open Space #3 (1990)
- Prime vol, 2 #9–10 (1996)
- Prime/Captain America #1 (1996)
- Thunderbolts 2000 #1 (2000)
- Within Our Reach #1 (1992)

### Eclipse Comics
- Tales of Terror #6, 8 (1986)

### First Comics
- American Flagg! #33, 35–38 (1986–1987)
- Whisper #3–11 (1986–1988)

### Malibu Comics
- Firearm #5 (1994)
- Hardcase #1 (1993)
- Prime #1–12 (1993–1994)
- Prime: Gross and Disgusting #1 (1994)

### Valiant Comics
- Bloodshot #30–31, 34–35 (1995)